# WordGirl
WordGirl är en amerikanska-kanadensiska animerad TV-serie som hade premiär den 8 september 2007.